# Josip Zovko
Josip Zovko, (Split, 4 de junho de 1970 – Grudski Vril, 3 de abril de 2019), foi um ator e diretor de cinema, televisão e teatro, croata.

## Biografia
Ele se formou na Academia de Arte Dramática de Zagreb e em 1993 tornou-se membro do National Theatre Conjunto Croata em Split. No Split Theatre, foi aluno de Mustafa Nadarević, com quem esteve várias vezes no palco do Split.
No filme "Ser um tubarão" de 1999, ele desempenhou o papel principal como "Jozo". E na série de televisão "A nossa e a sua", de 2001 a 2002, ela atuou da mesma forma que "Jozo" com o ato de "Vedran Mlikota", com o qual ela também começou sua carreira no cinema.
O papel principal foi desempenhado por Josip Zovko no filme "Ante vai para casa", como "Kole" de 2001. Ele também atuou no filme "Last Will", onde Goran Visnjic agiu.Josip Zovko atuou no filme "Trešeta" como um policial pela mente maravilhosa de 2006.
No filme Eu acredito em anjos (Vjerujem u anđele), ela estrelou o papel de "Roko" a partir do ano de 2009, onde Oliver Dragojevic também se apresentou.
Eu costumava atuar como partidário no filme de Bella Biondina de 2011.
No vídeo de Miroslav Škore "onde a casa" foi jogado por Josip Zovko, o principal local como um cavaleiro, que luta por sua casa desde 2003.
Ele desempenhou vários papéis no Teatro Nacional da Croácia em Split.
Ele morreu em um acidente de carro em Grudski Vril na Bósnia e Herzegovina.